# Lovely Writer: The Series
 (octobre 2022).
La mise en forme du texte ne suit pas les recommandations de Wikipédia : il faut le « wikifier ».
Les points d'amélioration suivants sont les cas les plus fréquents. Le détail des points à revoir est peut-être précisé sur la page de discussion.
- Les titres sont pré-formatés par le logiciel. Ils ne sont ni en capitales, ni en gras.
- Le texte ne doit pas être écrit en capitales (les noms de famille non plus), ni en gras, ni en italique, ni en « petit »…
- Le gras n'est utilisé que pour surligner le titre de l'article dans l'introduction, une seule fois.
- L'italique est rarement utilisé : mots en langue étrangère, titres d'œuvres, noms de bateaux, etc.
- Les citations ne sont pas en italique mais en corps de texte normal. Elles sont entourées par des guillemets français : « et ».
- Les listes à puces sont à éviter, des paragraphes rédigés étant largement préférés. Les tableaux sont à réserver à la présentation de données structurées (résultats, etc.).
- Les appels de note de bas de page (petits chiffres en exposant, introduits par l'outil «  Source ») sont à placer entre la fin de phrase et le point final[comme ça].
- Les liens internes (vers d'autres articles de Wikipédia) sont à choisir avec parcimonie. Créez des liens vers des articles approfondissant le sujet. Les termes génériques sans rapport avec le sujet sont à éviter, ainsi que les répétitions de liens vers un même terme.
- Les liens externes sont à placer uniquement dans une section « Liens externes », à la fin de l'article. Ces liens sont à choisir avec parcimonie suivant les règles définies. Si un lien sert de source à l'article, son insertion dans le texte est à faire par les notes de bas de page.
- La présentation des références doit suivre les conventions bibliographiques. Il est recommandé d'utiliser les modèles {{Ouvrage}}, {{Chapitre}}, {{Article}}, {{Lien web}} et/ou {{Bibliographie}}. Le mode d'édition visuel peut mettre en forme automatiquement les références.
- Insérer une infobox (cadre d'informations à droite) n'est pas obligatoire pour parachever la mise en page.

Pour une aide détaillée, merci de consulter Aide:Wikification.
Si vous pensez que ces points ont été résolus, vous pouvez retirer ce bandeau et améliorer la mise en forme d'un autre article.
Lovely Writer: The Series ( thaï : นับสิบจะจูบ ; Nap Sip Cha Chup, lit. Nubsib Will Kiss ), est une série télévisée thaïlandaise mettant en vedette Noppakao Dechaphatthanakun (Kao) et Poompat Iam-samang (Up).
Réalisée par Bundit Sintanaparadee et produite par Good Feeling et Dee Tuk Wan 2019 avec Dee Hup House, la série est d'abord diffusée sur Channel 3 avant d'apparaître sur la chaîne YouTube officielle une semaine plus tard.
La série est adaptée d'un roman, "นับสิบจะจูบ" (Nap Sip Cha Chup). Les personnages principaux, Gene et Nubsib, partagent un lien profond et doivent naviguer dans les exigences de l'entreprise amoureuse des garçons dans laquelle ils sont tous les deux impliqués.
En raison de sa popularité massive parmi les pays asiatiques voisins, la série a créé un épisode spécial nommé Lovely Writer Special Episode: 2 Years of Love, 2gether or Not? qui s'est concentré sur la relation entre Nubsib et Gene deux ans après les scènes de son histoire mère.

## Synopsis
Gene (Poompat Iam-samang) est un écrivain (connu sous son pseudonyme Wizard ) qui souhaite publier un nouveau roman de dark fantasy. Mais il s'avère que le patron de la maison d'édition veut qu'il écrive un roman dans le genre Boys' Love. Après le succès de son premier roman, il est contraint d'écrire un autre livre dans le même genre malgré son malaise avec celui-ci.
Il apprend alors qu'un de ses romans intitulé Bad Engineer sera adapté en série télévisée, et il est invité à donner son avis lors du casting pour les rôles principaux de la série. Là, il rencontre Nubsib (Noppakao Dechaphatthanakun) qui a auditionné pour la série et a attiré l'attention de Gene. Dans les jours suivants, leurs chemins se croisent à nouveau lorsque le manager de Nubsib, Tum, demande si Nubsib peut vivre dans l'appartement de Gene jusqu'à ce qu'il puisse lui trouver un logement permanent pendant le tournage de la série. Gene décide de laisser Nubsib rester pendant un mois. Avec Nubsib dans l'appartement de Gene, leurs sentiments deviennent plus profonds, entremêlés de secrets non révélés, de révélations, de jalousie et de romance. Leur amour aura-t-il un bonheur pour toujours comme dans ses romans ?

## Distribution et personnages
Vous trouverez ci-dessous le casting de la série :

### Principal
- Noppakao Dechaphatthanakun : Nubsib
- Poompat Iam-samang : Gene

### Secondaire
- Wasin Panunaporn (Kenji) : Hin
- Sirikorn Kananuruk (Bruce) : Aoey
- Prarunyu Sooksamram (Ken) : Tum
- Natharuetai Akkarakijwattanakul (Zorzo) : Tiffy
- Suppacheep Chanapai (Chap) : Saymork